# Federația Europeană a Asociațiilor Naționale de Ingineri
Federația Europeană a Asociațiilor Naționale de Inginerie (acronim: FEANI) este o federație de organisme profesionale naționale care reprezintă ingineria în țările europene. Fondată în 1951, își propune să faciliteze recunoașterea reciprocă a calificărilor inginerești în Europa și să consolideze poziția, rolul și responsabilitatea inginerilor în societate.

## Despre FEANI
FEANI deține un registru al inginerilor  calificați profesional din țările membre cu care ține legătura. Numele persoanelor fizice pot fi adăugate în registru prin instituția națională membră a țării lor. Pentru a se înscrie, candidații trebuie să fi urmat cel puțin șapte ani de „formare”, inclusiv cel puțin trei ani de studii inginerești și cel puțin doi ani de experiență profesională în inginerie. Diferența de cei trei ani poate fi alcătuit din orice combinație de educație inginerească, pregătire și experiență profesională în inginerie.).
FEANI acordă inginerilor ale căror nume sunt în registrul FEANI titlul de inginer european și prefixul corespunzător „Eur Ing” și „EUR ING”. Cu toate acestea, „inginer european” și desemnarea „Eur Ing” nu sunt recunoscute legal în toate țările. Comisia Europeană a apreciat registrul drept un bun exemplu de auto reglementare a unei profesii și a indicat că statele membre vor găsi registrul FEANI util atunci când decid dacă inginerii străini sunt calificați să practice; 
Comisia a concluzionat că inginerii din registru „nu ar trebui, în mod normal, să fie obligați să efectueze o perioadă de adaptare sau să susțină un teset de aptitudini”.

## Listă țări membrii FEANI
- Austria - Comitetul Național Austriac al FEANI
- Belgia - Comitetul  Național din Belgia (CNB/BNC)
- Bulgaria - Federația Sindicatelor Științifice Tehnice din Bulgaria (FNTS)
- Croația - Asociația Croată de Inginerie (HIS)
- Cipru	- FEANI Comitetul Național Cipru
- Republica - Cehă Asociația Cehă a Societăților Științifice și Tehnice (CSVTS)
- Estonia - Asociația Estonă a Inginerilor
- Finlanda - Comitetul Național Finlandez pentru FEANI
- Franța - Consiliul Național al Inginerilor și Oamenilor de Știință din Franța (IESF)
- Germania - Asociația Germană a asociațiilor tehnico-științifice(DVT)
- Grecia - Camera Tehnică a Greciei (TEE)
- Ungaria - Comitetul Național Maghiar pentru FEANI
- Irlanda - Ingineri Irlanda (EI)
- Italia - Consiliul Național al Inginerilor (CNI)
- Luxemburg	- Comitet National de la FEANI
- Malta	- Camera Inginerilor
- Olanda - Comitetul Național FEANI al Țărilor de Jos
- Norvegia - Societatea Norvegiană de Ingineri și Tehnologie (NITO)
- Polonia - Federația Poloneză a Asociațiilor de Inginerie
- România - Asociația Generală a Inginerilor din România (AGIR)
- Rusia	- Uniunea Rusă a Asociațiilor Științifice și Inginerie (RUSEA)
- Serbia - Uniunea Inginerilor și Tehnicienilor din Serbia (UETS)
- Slovacia - Comitetul Național Slovac pentru FEANI (SNKF)
- Slovenia - Comitetul Național Sloven pentru FEANI
- Spania - Comitetul Național din Spania - FEANI
- Suedia - Comitetul Național Suedez pentru FEANI
- Ucraina - Uniunea Asociației Științifice și Ingineriei din Ucraina
- Regatul Unit - Consiliul de Inginerie.